# Tércio Sampaio Ferraz Júnior

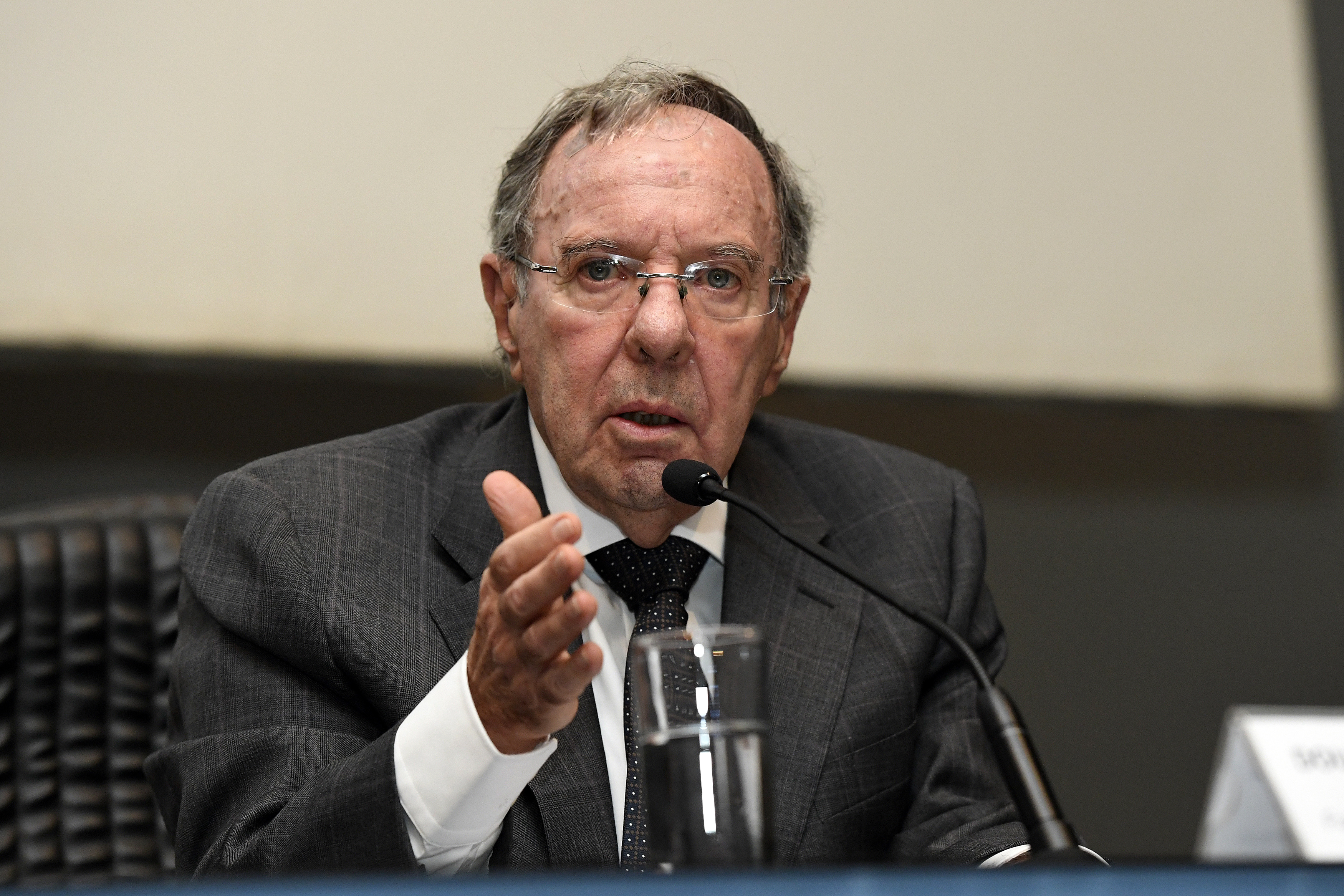
Tércio Sampaio Ferraz Júnior num seminário em 2019.

Tercio Sampaio Ferraz Júnior (2 de julho de 1941) é um jurista brasileiro, professor titular aposentado do Departamento de Filosofia do Direito da Faculdade de Direito da Universidade de São Paulo, tendo como antecessor na cadeira Gofredo Teles Júnior.

## Biografia
Em 1964 graduou-se em Filosofia, Letras e Ciências Humanas, pela Universidade de São Paulo (USP). Pela mesma universidade graduou-se em Ciências Jurídicas e Sociais, também em 1964. Terminou o doutorado de Filosofia em 1968, pela Universidade de Mainz e, em 1970, o de Direito na USP, tendo como orientador Miguel Reale. Em 1974 completou o pós-doutorado em Filosofia do Direito.
Em 15 de maio de 1991 foi nomeado Procurador-Geral da Fazenda Nacional pelo então presidente da República, Itamar Franco, cargo que exerceu até 1 de março de 1993.
Atualmente é consultor da Coordenação de Aperfeiçoamento de Pessoal de Nível Superior (CAPES), e professor de cursos de pós-graduação da Pontifícia Universidade Católica de São Paulo. É autor de diversos livros de direito utilizados em faculdades de todo o Brasil.

## Teoria da Norma Jurídica
Ferraz Júnior entende a pragmática como uma disciplina que se dá a partir da contribuição cruzada de ramos do saber, como as teorias filosóficas da linguagem e da comunicação, da lógica formal, da sociologia, da retórica, da psicologia, das teorias da organização e dos sistemas etc., e que, além disso, ocupa o espaço entre a semântica e a sintaxe da comunicação verbal. A expressão utilizada na sua obra (“Teoria da Norma Jurídica”) é “disciplina de restos”. 
O autor desenvolve os conceitos classificatórios dos três tipos básicos de análise pragmática: teoria do uso de sinais; linguística do diálogo; e teoria da ação locucionária. O modelo operacional apresentado tem como centro diretor da análise o princípio da interação, que sugere o ato de falar como uma relação entre emissor e receptor, sendo essa mediada por signos linguísticos. 
O direito é, para Ferraz Júnior, pluridimensional. A proposta da obra não se adequa ao nível ontológico, porquanto se resume a um modelo que seja capaz de examinar o direito a partir do ângulo normativo e linguístico-pragmático. O fenômeno jurídico, limitadamente, possui sentido comunicacional, já que não se pode reduzir inteiramente o direito à linguagem. Assim, não se propõe uma definição de norma, mas uma investigação do fato linguístico norma. Firma-se a tese: “normas jurídicas são fatos linguísticos, ainda que não exclusivamente linguagem”.
No segundo capítulo, “Situação Comunicativa e Discurso Normativo”, Tércio Sampaio Ferraz Júnior aduz que a situação deve se manter a partir de regras que viabilizam uma institucionalização do conflito, exigindo, ainda, um aumento nos elementos componentes da discussão. A situação comunicativa normativa é regida por três comunicadores: “a) regra de imputação do dever de prova pela recusa da comunicação ao endereçado; b) regra de garantia do conflito, pela qual os comunicadores sociais não podem mais eximir-se da situação, sem que o terceiro, de algum modo, se manifeste, o que dá ao conflito seu caráter institucionalizado; c) regra da exigibilidade, que dá às expectativas do comunicador normativo o seu caráter contrafático.
O filósofo estabelece também uma relação entre norma e sanção, que se dá mediante uma ambiguidade estrutural do discurso normativo como um discurso decisório (p. 59). Para tanto, dispõe-se de operadores normativos para qualificar juridicamente os comportamentos e determinar relações entre comunicadores. 
No capítulo relativo à organização da comunicação normativa Tércio Sampaio Jr. explora a temática debatendo a “validade como uma qualidade linguística do discurso” (p. 84). Para isso, no entanto, pontua que validade e eficácia são conceitos que não se confundem, apesar de se correlacionarem, uma vez que a validade diz respeito à conformidade, enquanto a eficácia traduz-se na verificação de seus efeitos.
Para além disso, a noção de controle é imprescindível ao debate, posto que desencadeia a noção de imperatividade, atribuindo à norma sua conotação pragmática. Observa-se, pela análise perpetrada pelo autor, que a norma deve ser compreendida sob uma ótica conjugada, na qual “o discurso normativo é primordialmente uma interação e que a validade designa uma propriedade desta interação” (p. 92). A concepção da norma válida como uma categoria pragmática perpassa, ainda, pela análise de sua efetividade. Para tanto, o autor anuncia que “efetiva é a norma cuja adequação do relato e do cometimento garante a possibilidade de se produzir uma heterologia equilibrada entre editor e endereçado” (p. 103).
Isso posto, o discurso normativo se revela, curiosamente, como um contexto aberto, isto é, um confronto de ideias, sendo aceitas, no entanto, somente aquelas que respeitam as regras do próprio discurso, sob pena de serem percebidas como irracionais. Dito isso, não há espaço para a absolutização do discurso normativo, reduzindo-o a asseverações genéricas e irretratáveis. Conclui, desse modo, Tércio Sampaio que “se a possibilidade do diálogo é eliminada pela desconfirmação do ouvinte como partícipe ativo da comunicação, o discurso normativo se torna irracional e, em consequência, ilegítimo”.

## Obras
Tércio Sampaio Ferraz Júnior é autor de diversas obras publicadas, notoriamente no campo da Filosofia do Direito. Dentre elas, destacam-se:
- Introdução ao Estudo do Direito - Técnica, Decisão, Dominação. São Paulo, Editora Atlas, 1988[3].
- Teoria da Norma Jurídica - Ensaio de Pragmática da Comunicação Normativa. Rio de Janeiro, Editora Forense, 1978[4].
- A Superação do Direito Como Norma: uma Revisão Descolonial da Teoria do Direito Brasileiro. Editora Almedina, 2020[5].
- Função Social da Dogmática Jurídica. São Paulo, Editora Revista dos Tribunais, 1978[6].
- Argumentação Jurídica. Editora Manole, 2014[7].
- A Ciência Do Direito.São Paulo, Editora Atlas, 1977 - 2ª edição 1980[8].
- Estudos de Filosofia do Direito: Reflexões sobre o Poder, a Liberdade, a Justiça e o Direito. São Paulo, Editora Atlas, 2002[9].
- Direito, Retórica e Comunicação. São Paulo, Editora Saraiva, 1973[10].